# Toy of the Year Award
Der Toy of the Year Award ist eine Auszeichnung für Spielzeug, die jedes Jahr im Januar von der British Association of Toy Retailers (BATR) verliehen wird. Den Titel Toy of the Year erhält das Produkt, welches sich im vergangenen Jahr durch hohe Innovation und Beliebtheit im britischen Handel ausgezeichnet hat.

## Toy of the Year
- 1965 – James Bond Aston Martin
- 1966 – Action Man
- 1967 – Spirograph
- 1968 – Sindy
- 1969 – Hot Wheels
- 1970 – Sindy
- 1971 – Katie Kopykat
- 1972 – Plasticraft
- 1973 – Mastermind Brettspiel
- 1974 – Lego Familienset
- 1975 – Lego Basisset
- 1976 – Peter Powell Drachen
- 1977 – Playmobil Playpeople
- 1978 – Combine Harvester
- 1979 – Legoland Space kits
- 1980 – Rubik’s Cube
- 1981 – Rubik’s Cube
- 1982 – Star Wars Spielzeug
- 1983 – Star Wars Spielzeug
- 1984 – Masters of the Universe
- 1985 – Transformers (Optimus Prime)
- 1986 – Transformers (Optimus Prime)
- 1987 – Sylvanian Families
- 1988 – Sylvanian Families
- 1989 – Sylvanian Families
- 1990 – Teenage Mutant Ninja Turtles
- 1991 – Nintendo Game Boy
- 1992 – WWF Wrestlers
- 1993 – Thunderbirds
- 1994 – Power Rangers
- 1995 – Pogs
- 1996 – Barbie
- 1997 – Teletubbies
- 1998 – Furby
- 1999 – Furby Babies
- 2000 – Teksta
- 2001 – Bionicles
- 2002 – Beyblades
- 2003 – Beyblades
- 2004 – Robosapien
- 2005 – Tamagotchi Connexion
- 2006 – Doctor Who Cyberman Mask
- 2007 – In the Night Garden Blanket Time Igglepiggle
- 2008 – Ben 10 Action Figures 10” and 15”
- 2009 – Go Go Hamsters
- 2010 – Jet Pack Buzz Lightyear
- 2011 – LeapPad Explorer
- 2012 – Furby
- 2013 – Teksta Robotic Puppy
- 2014 – Disney Frozen Snow Glow Elsa
- 2015 – Pie Face
- 2016 – Hatchimals
- 2017 – L.O.L. Surprise
- 2018 – L.O.L. Surprise
- 2019 – L.O.L. Surprise! 2-in-1 Glamper Fashion Camper
- 2020 – Pandemiebedingt nicht vergeben
- 2021 – Barbie Day to Night Dreamhouse
- 2022 – Squishmallow